# Щатски университет на Фейра де Сантана
Щатският университет на Фейра де Сантана (на португалски: Universidade Estadual de Feira de Santana) е обществен университет в град Фейра де Сантана, Бразилия.
Основан през 1976 година, той е финансиран от администрацията на щата Баия. През 2010 година в него се обучават около 7600 студенти и докторанти.